# Melozitna River
Der Melozitna River ist ein 217 Kilometer langer rechter Nebenfluss des Yukon River im Zentrum des US-Bundesstaats Alaska.

## Verlauf
Der Melozitna River entspringt in den Kokrine-Hodzana Highlands im Interior südlich der Brookskette und fließt in südwestlicher Richtung. Gegenüber der Mündung des Melozitna River in den nach Westen strömenden Yukon River befindet sich die Siedlung Ruby.

## Name
Der Name der Ureinwohner Alaskas für den Fluss wurde 1867 von einer Expedition der Western Union Telegraph Company als "Melozecargut" („Mündung des Meloze“) dokumentiert. Vermutlich handelte es sich beim von Lawrenti Alexejewitsch Sagoskin, einem Leutnant der kaiserlich russischen Marine, in den 1840ern erwähnten "R[eka] Molekofitna" auch um diesen Fluss.

## Hydrologie
Der Melozitna River entwässert ein Areal von etwa 7042 km². 11 Kilometer oberhalb der Mündung befindet sich der Abflusspegel 15564600. Der gemessene mittlere Abfluss (MQ) an dieser Stelle beträgt 58,3 m³/s. Die abflussstärksten Monate sind Mai und Juni.